# Rychaltice
Rychaltice és un poble, antiga comuna cadastral, a la part nord de la comuna de Hukvaldy, al Districte de Frýdek-Místek, a la regió de Moràvia-Silèsia, a Bohèmia, a la històrica Moràvia. Amb una superfície de 930.9746 ha, el 2001 el nombre d'habitants era de 712.
La primera menció escrita és del 1394. Durant l'ocupació alemanya es deia Bartelsdorf i era un lloc de servei del castell de Hukvaldy. El nom Rychaltice va aparèixer el 1408. Es va incorporar a l'estat Hukval el 1570.
L'autopista D48 recorre Rychaltice.